# 斗里镇
斗里镇，是中华人民共和国贵州省黔东南苗族侗族自治州从江县下辖的一个乡镇级行政单位。
2016年1月14日，贵州省人民政府批复同意从江县部分乡镇行政区划调整，撤销斗里乡建制，设置斗里镇，撤乡设镇后行政区域和政府驻地不变。

## 行政区划
斗里镇下辖以下地区：
斗里村、根里村、潘里村、台里村、湾里村和岑偶村。